# Explode (Nelly Furtado)
Explode is de vierde en laatste single van het album Folklore, het tweede album van de Canadese zangeres Nelly Furtado. In Nederland haalde het nummer de 13e plaats in de Top 40. In de Verenigde Staten is het nummer niet als single uitgebracht.

## Hitnotering
| Explode in de Nederlandse Top 40 - binnen 9 oktober 2004 | Explode in de Nederlandse Top 40 - binnen 9 oktober 2004 | Explode in de Nederlandse Top 40 - binnen 9 oktober 2004 | Explode in de Nederlandse Top 40 - binnen 9 oktober 2004 | Explode in de Nederlandse Top 40 - binnen 9 oktober 2004 | Explode in de Nederlandse Top 40 - binnen 9 oktober 2004 | Explode in de Nederlandse Top 40 - binnen 9 oktober 2004 | Explode in de Nederlandse Top 40 - binnen 9 oktober 2004 | Explode in de Nederlandse Top 40 - binnen 9 oktober 2004 |
| Week                                                     | 01                                                       | 02                                                       | 03                                                       | 04                                                       | 05                                                       | 06                                                       | 07                                                       | 08                                                       |
| -------------------------------------------------------- | -------------------------------------------------------- | -------------------------------------------------------- | -------------------------------------------------------- | -------------------------------------------------------- | -------------------------------------------------------- | -------------------------------------------------------- | -------------------------------------------------------- | -------------------------------------------------------- |
| Nummer                                                   | 21                                                       | 15                                                       | 13                                                       | 20                                                       | 24                                                       | 35                                                       | 40                                                       | Uit                                                      |